# Krystyna Łybacka

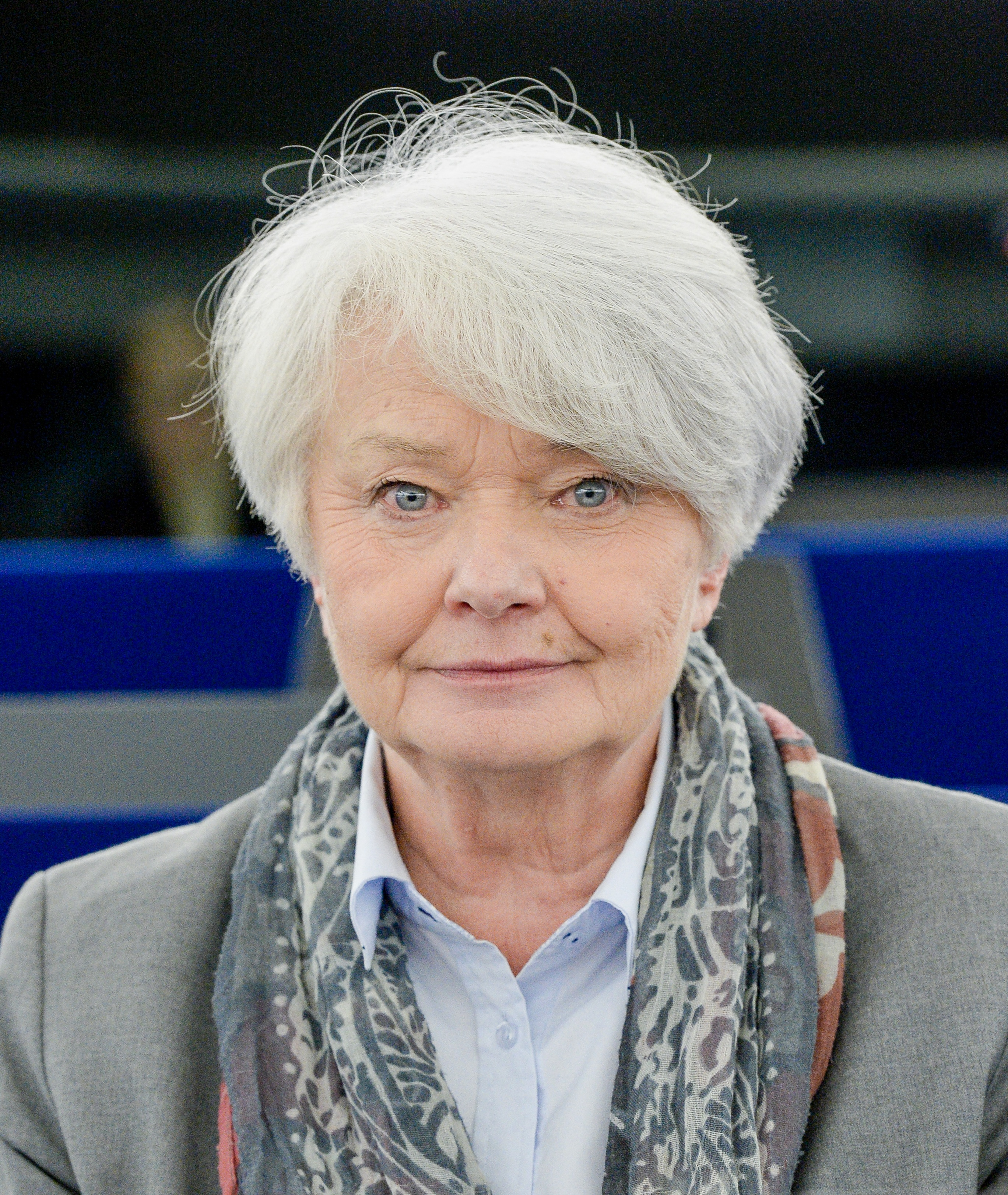
Krystyna Łybacka (2017)

Krystyna Maria Łybacka (* 10. Februar 1946 in Jutrosin; † 20. April 2020 in Posen) war eine polnische Politikerin und war von 1991 bis 2014 Abgeordnete des Sejm in der I., II., III., IV., V., VI. und VII. Wahlperiode. Zudem war die Doktorin der Mathematik und Dozentin zwischen 2001 und 2004 Ministerin für Erziehung und Sport und war von 2014 bis 2019 Mitglied des Europäischen Parlaments.

## Leben und Beruf
1968 beendete Łybacka das Studium an der Mathematisch-Physikalisch-Chemischen Fakultät der Adam-Mickiewicz-Universität Posen. Sie promovierte 1976 am Institut für Mathematik der Technischen Universität Posen über das Thema „Zufällige Quadratteilung“. In den Jahren 1968 bis 1991 war sie Technische und Wissenschaftliche Sekretärin der Polnischen Gesellschaft für Mathematik.
Nach ihrem Tod wurde sie auf dem Miłostowo-Friedhof in Posen beigesetzt.

## Politik
In den Jahren 1978 bis 1989 gehörte Łybacka der Polska Zjednoczona Partia Robotnicza (PZPR) an, seit 1993 war sie Mitglied der Partei Socjaldemokracja Rzeczypospolitej Polskiej (SdRP). Im Jahr 1996 wurde sie Regionalvorsitzende dieser Partei in Posen, 1999 leitete sie den Woiwodschaftsrat des Sojusz Lewicy Demokratycznej (SLD) in Posen. Im Dezember 1999 wurde sie Stellvertretende Vorsitzende des Landesvorstandes der SLD. 1991, 1993, 1997, 2001 und 2005 wurde sie als Abgeordnete in den Sejm gewählt. Sie arbeitete in unterschiedlichen Sejm-Kommissionen, unter anderem für Verteidigung und Geheimdienste. In der III. und V. Wahlperiode war sie Stellvertretende Vorsitzende der Kommission für Erziehung, Wissenschaft und Jugend.
Vom 19. Oktober 2001 bis zum 2. Mai 2004 war sie Ministerin für Erziehung in der Regierung Leszek Miller. In den Jahren 2004 bis 2005 war sie Stellvertretende Vorsitzende der SLD-Fraktion. Bei den Parlamentswahlen 2007 wurde sie mit 24.405 Stimmen über die Liste des Wahlbündnisses Lewica i Demokraci (LiD) für den Wahlkreis Posen zum sechsten Mal in den Sejm gewählt. In der VI. Wahlperiode saß sie in den Sejmkommissionen für Erziehung und Wissenschaft sowie für Verwaltung und Inneres. Seit dem 22. April 2008 war sie Mitglied der Fraktion Lewica. Auch bei der Parlamentswahl 2011 gelang ihr erneut der Einzug in den Sejm.
Bei der Europawahl 2014 wurde Łybacka in dass Europäische Parlament gewählt. Nachdem sie bei der Europawahl 2019 nicht mehr angetreten war, schied sie aus dem Europaparlament aus.

## Ehrungen
- 2020 Komtur des Ordens Polonia Restituta (postum)[10]